# Avtonomna pokrajina Bolzano
Avtonomna pokrajina Bolzano (italijansko Provincia autonoma di Bolzano) je ena od dveh avtonomnih pokrajin italijanske dežele Trentino - Zgornje Poadižje (druga je avtonomna pokrajina Trento). Obsega površino 7400 km2 in ima okoli 537.000 prebivalcev (2024). Nemška govorna skupina zavzema delež 62,3 %, italijanska 23,4 %, ladinska 4,1 %, 10,2 % pa zavzemajo ostale govorne skupine (popis 2011). Glavno mesto avtonomne pokrajine Bolzano je Bolzano (nemško Bozen).
Zgodovinsko gledano je območje možno slediti v alpsko romansko poselitev in kasneje bavarsko ter v dolgo zgodovino dežele Tirolska. Območje je pripadalo habsburškim dednim deželam od leta 1363 vse do razpada Avstro-Ogrske leta 1918. Takrat sta ob nastanku Republike Avstrije Severna in Vzhodna Tirolska (uradno Okraj Lienz) ostali del avstrijske zvezne dežele Tirolska, pokrajina Bolzana pa je pristala v Italiji, zaradi česar sta Severna in Vzhodna Tirolska izgubili geografski stik (v Avstriji ju ločuje ozemlje zvezne dežele Salzburg). Gibanje za evropsko združevanje je omogočilo čezmejno sodelovanje, kar je pripeljalo do evroregije Tirolska - Južna Tirolska - Trentino, ki zavzema področje zgodovinske oziroma staroavstrijske dežele Tirolske.
Avtonomna pokrajina Bolzano, ki je pretežno podeželska, je eno najbogatejših območij v Italiji in Evropski uniji. Gospodarsko je bila dežela na brennerski tranzitni poti dolgo časa predvsem kmetijska. Od druge polovice 20. stoletja storitveni sektorji kot so trgovina, promet in turizem, igrajo pomembno vlogo v gospodarstvu.

## Geografija
Geografske meje avtonomne pokrajine Bolzano so: na severu avstrijska dežela Tirolska, na vzhodu avstrijska dežela Salzburg, na jugovzhodu Benečija, na jugu Trentino, na jugozahodu Lombardija, na zahodu švicarski kanton Graubünden. 
Je popolnoma gorata pokrajina, saj zavzema Centralne Alpe (Ortles 3905 m) in Vzhodne Alpe, pa tudi del Dolomitov, ki jih prečka veliko število prelazov. Od teh je najbolj pomemben Brenner, glavna povezava med Italijo in Avstrijo, preko katerega pelje avtocesta (v Avstriji A13, v Italiji A22) in dvotirna železnica s samostojno (različno) elektrifikacijo v dveh državah. Po Brenerskem prelazu poteka tudi razvodnica med jadranskimi in črnomorskimi porečji. 
Glavna reka je Adiža, za Padom druga najdaljša reka v Italiji. V avtonomni pokrajini Bolzano, in sicer na Toblaškem polju, izvira tudi Drava, po kateri se nadaljuje že omenjena razvodnica med porečji. Ozemlje se lahko pohvali s 176 jezeri daljšimi od 100 metrov, večina katerih se nahaja nad 2000 metri nadmorske višine. Od 13 naravnih jezer s površino preko pet ha, samo tri ležijo pod 1000 metri nadmorske višine; med temi je tudi Caldaro, največje jezero na ozemlju. Več je tudi umetnih jezer.
V pokrajini je več manjših naravnih parkov in velik del parka Stelvio. Posebna naravna zaniminost so zemljene piramide v kraju Renon nad Bocnom in v Pustriški dolini, pa tudi drugod po teh krajih.

## Zgodovina
Arheološka najdišča potrjujejo prisotnost človeka v teh krajih vse od konca zadnje ledene dobe (12 tisočletij pred našim štetjem). Na zahodnih planotah Dolomitov (1850 mnm) so bili na primer najdeni nekateri predmeti iz paleolitika.
Ötzi, človeška mumija približno iz 32. stoletja pr. n. št., je bila odkrita v alpskem ledeniku na višini 3213 m, blizu meje z Avstrijo, in se hrani v Arheološkem muzeju v Bocnu. Je najstarejša človeška mumija v Evropi.
Področje avtonomne pokrajine Bolzano je znano tudi kot sedež primitivne kulture, ki je tod uspevala na prehodu iz bakrene v železno dobo. To je lukomelunska kultura, italijansko cultura di Luco-Meluno, nemško Laugen-Melaun-Kultur, ki se časovno postavlja med 14. in 10. stoletje, morda celo med 14. in 7. stoletje, in ki je direktna predhodnica kulture Fritzens-Sanzeno . To sta zadnji dve kulturi Retijcev, kulturnega ljudstva v osrednjih Predalpah, ki je bilo stoletja posrednik v prepletanju mediteranskih kultur s kulturami onstran Alp, dokler jih niso Rimljani podjarmili in asimilirali v prvem stoletju pr. n. št.

## Občine

### Večje občine
| Nemško                    | Italijansko                   | Ladinsko          | Prebivalci |
| ------------------------- | ----------------------------- | ----------------- | ---------- |
| Bozen                     | Bolzano                       | Balsan, Bulsan    | 107.724    |
| Meran                     | Merano                        | Maran             | 40.926     |
| Brixen                    | Bressanone                    | Persenon, Porsenù | 22.423     |
| Leifers                   | Laives                        |                   | 18.097     |
| Bruneck                   | Brunico                       | Bornech, Burnech  | 16.636     |
| Eppan an der Weinstraße   | Appiano sulla Strada del Vino |                   | 14.990     |
| Lana                      | Lana                          |                   | 12.468     |
| Kaltern an der Weinstraße | Caldaro sulla Strada del Vino |                   | 7.512      |
| Ritten                    | Renon                         |                   | 7.507      |
| Sarntal                   | Sarentino                     |                   | 6.863      |
| Kastelruth                | Castelrotto                   | Ciastel           | 6.456      |
| Sterzing                  | Vipiteno                      |                   | 6.306      |
| Schlanders                | Silandro                      |                   | 6.014      |
| Ahrntal                   | Valle Aurina                  |                   | 5.876      |
| Naturns                   | Naturno                       |                   | 5.440      |
| Sand in Taufers           | Campo Tures                   |                   | 5.230      |
| Latsch                    | Laces                         |                   | 5.145      |
| Klausen                   | Chiusa                        | Tluses, Tlüses    | 5.134      |
| Mals                      | Malles                        |                   | 5.050      |
| Neumarkt                  | Egna                          |                   | 4.926      |
| Algund                    | Lagundo                       |                   | 4.782      |
| St. Ulrich                | Ortisei                       | Urtijëi           | 4.606      |
| Ratschings                | Racines                       |                   | 4.331      |
| Terlan                    | Terlano                       |                   | 4.132      |